# Carl Schlechter
Carl Schlechter (Viena, 2 de marzo de 1874-Budapest, 27 de diciembre de 1918) fue uno de los principales maestros de ajedrez de comienzos del siglo XX.

## Biografía
Nació en Viena, Austria en el seno de una familia católica y empezó a jugar al ajedrez con 13 años. Su profesor de ajedrez fue el húngaro Samuel Gold.
A partir de 1893, jugó en más de cincuenta torneos internacionales, en los que llegó a ganar cuatro veces: Múnich 1900 (compartido), Ostende 1906, Viena 1908 (compartido) y Hamburgo 1910.
En 1910, se enfrentó en un encuentro contra el entonces campeón Emanuel Lasker por el campeonato del mundo (en Viena y Berlín). Necesitaba sólo un empate en la décima y última partida para ganar el match por 5,5 a 4,5, pero tras estar cerca de lograr el triunfo, posteriormente también dejó escapar sus posibilidades de tablas y finalmente tuvo que rendirse en la jugada número 71 de una dramática partida que se prolongó durante tres días. Con ello, el éxito se le escapó de las manos: el encuentro terminó empatado 5-5 (+1 =8 -1) y Lasker retuvo el título. Debe citarse que las tablas tampoco le permitirían la victoria, puesto que llevando un punto de ventaja sobre Lásker, Este había establecido dentro de las reglas que para declararse a Scletcher campeón, este debía superarle por dos puntos de ventaja dentro de las 10 partidas totales del encuentro. Así las cosas, esa fue la razón por la que Scletcher quemara las naves y renunciara a las tablas en la décima partida, al jugar un encuentro con reglas totalmente adversas.
También jugó contra Siegbert Tarrasch en 1911 (tablas) y Akiba Rubinstein en 1918 (derrota).
Murió en Budapest de neumonía y desnutrición.
Schlechter fue el típico ejemplo del jugador caballeroso, que con cortesía ofrecía tablas a oponentes inseguros. Si su rival llegaba tarde a la partida, Schlechter distraídamente retrasaba su reloj a fin de no incomodarlo. Entrenó a muchos de sus rivales, incluyendo Oldrich Duras.